# 삼성1로
삼성1로(Samsung 1-ro)는 경기도 화성시 동탄동에서 반월동 반월삼거리를 잇는 경기도의 도로이다.

## 주요 경유지
경기도
- 화성시(동탄동 . 반월동)

## 노선
| 이름             | 접속 노선            | 소재지 | 소재지 | 비고 |
| ---------------- | -------------------- | ------ | ------ | ---- |
| (이름없음)       | 동탄원천로           | 화성시 | 동탄동 |      |
| 나래교           |                      | 화성시 | 동탄동 |      |
| 예당고교사거리   | 노작로               | 화성시 | 동탄동 |      |
| 한림대병원삼거리 | 동탄중앙로           | 화성시 | 동탄동 |      |
| 삼성반도체사거리 | 삼성전자로           | 화성시 | 동탄동 |      |
| 변전소사거리     | 삼성1로2길           | 화성시 | 동탄동 |      |
| IT마을사거리     | 삼성1로4길 동학산1길 | 화성시 | 동탄동 |      |
| (이름없음)       | 삼성2로 서천로       | 화성시 | 반월동 |      |
| 반월삼거리       | 영통로 효행로        | 화성시 | 반월동 |      |

## 주요 건물및 시설
- 롯데하이마트 동탄점 (삼성1로 134/석우동 42-6)
- 미니스톱 삼성시티점 (삼성1로 160/석우동 31-2)
- 한국타이어 T스테이션 동탄석우점 (삼성1로 196/석우동 28)
- 농협 동탄농협주유소 (삼성1로 196/석우동 28)
- CU 동탄삼성지오네점 (삼성1로 209/석우동 18-5)
- 삼성스토어 서비스센터 동탄지점 (삼성1로 212/석우동 18-3)
- HD현대오일뱅크 직영 프리미엄 셀프주유소 (삼성1로 231/석우동 3-6)
- 르노코리아 지정정비코너 반월점 (삼성1로 332/반월동 102-2)
- HD현대오일뱅크 동탄남부주유소 (삼성1로 342/반월동 101-2)